# Eucalyptus megacarpa
Az Eucalyptus megacarpa közepes méretűre megnövő eukaliptusz fajta, amely leginkább Ausztrália nyugati részén, Nyugat-Ausztráliában terjedt el. Kérge sima, tarka, szürkés, vöröses-szürkés, vagy fehér színű. Levelei szárakon ülnek, hosszúkás lándzsa, vagy sarlóalakúak, átlagosan 8-14 centiméteres hosszúsággal, két-három centiméteres szélességgel, húsos levéltesttel, zöld, zöldeskék színnel.

## Fordítás
Ez a szócikk részben vagy egészben  az   Eucalyptus megacarpa című angol Wikipédia-szócikk ezen változatának fordításán alapul.  Az eredeti cikk szerkesztőit annak laptörténete sorolja fel. Ez a jelzés csupán a megfogalmazás eredetét és a szerzői jogokat jelzi, nem szolgál a cikkben szereplő információk forrásmegjelöléseként.